# Castelo-palácio de Ayelo de Malferit

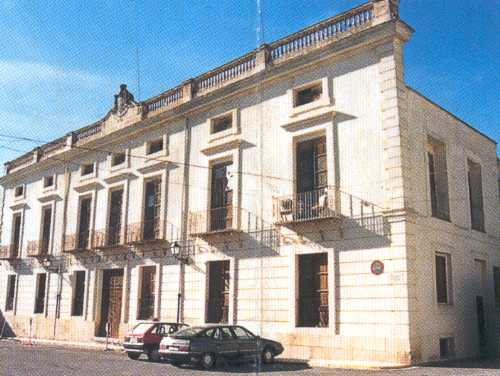
Castelo-palácio de Ayelo de Malferit, Espanha.

O Castelo-palácio de Ayelo de Malferit localiza-se no município de Aielo de Malferit, na província de Valência, comunidade autónoma da Comunidade Valenciana, na Espanha.

## História
Pertenceu ao Marquês de Malferit. As origens do edifício podem remontar ao século XV, com uma dupla função, residencial e defensiva. Desde a sua construção, sofreu diversas reformas. A que foi realizada no século XVIII afectou profundamente a sua estrutura, transformando-o em um palácio, segundo o gosto da sua época.
Após uma recente intervenção, foi reabilitado e requalificado como sede do Ayuntamiento.

## Características
Apresenta com uma superfície total de 971,29 metros quadrados, está organizado ao redor de um pátio central para onde se abrem as três alas do edifício, a Leste, a Norte e a Sul, e uma porta situada na esquina Sudoeste.